# Lyman J. Gage
Lyman Judson Gage (født 28. juni 1836 i DeRuyter i New York, død 26. januar 1927 i San Diego) var en amerikansk bankmand og republikansk politiker, kendt som landets 42. finansminister under præsidenterne William McKinley og Theodore Roosevelt i perioden mellem 6. marts 1897 til 31. januar 1902.
Gage indledede sin karriere indenfor bankbranchen som banktjenestemand i Chicago, og med årene avancerede han til at blive administrerende direktør for First National Bank of Chicago. I 1892 blev han styreformand for verdensudstillingen i Chicago, som for øvrigt gik under navnet World Columbian Exposition, og bidrog markant til finansieringen af udstillingen. I 1884 støttede Gage præsidentkandidaturet til den demokratiske politiker Grover Cleveland, og blev dermed opfattet som en demokrat til trods for at han delegat til republikanernes partimøde i 1880. Efter at have være blevet indvalgt som landets præsident for anden gang i 1892, tilbød Cleveland ham embedet som finansminister, men Gage takkede nej. 
Da demokraterne under præsidentvalget i 1896 førte en kampagne for sølv som erstatning for guldstandarden gik han for alvor ind som republikaner, og arbejdede effektivt for valgkampagnen til William McKinley. Gage blev udnævnt til finansminister under kabinettet til McKinley i 1897 og spillede senere en central rolle bag loven om guldstandarden, Gold Standard Act, noget som førte til at forslaget om bimetal blev forkastet. Efter mordet på McKinley i 1901 fik Gage fortsat tillid som finansminister af efterfølgende præsident Theodore Roosevelt. Han gik af som minister i 1902 og vendte tilbage til bankbranchen hvor han blev direktør for United States Trust Company i New York i perioden 1902 til 1906 før han til slut trak sig tilbage fra offentligheden.
Lyman Judson Gage døde 26. januar 1927 i San Diego, og blev senere begravet ved Rosehill Cemetery i Chicago.